# 템플 그랜딘
템플 그랜딘(Temple Grandin, 1947년 8월 29일-)은 보스턴 출신 미국의 동물학자이다. 동물복지를 배려한 가축시설의 설계자이며, 콜로라도 주립대학교 준교수이다.

## 생애
자폐성 장애인에 대한 이해가 부족한 시대에 태어난 그랜딘은 2살 때, 뇌에 장애가 있다고 진단받아 특별한 보호시설에 맡겨질 뻔했다. 그랜딘의 어머니는 아이가 자폐증으로 진단받자 가정교사의 도움을 받아 말, 예의범절같이 사회생활을 하는 방법을 가르쳐주었다. 성인이 되어서 아스퍼거 증후군이라고 진단받았다. 그랜딘에 의하면 초등학교 졸업 후 자신의 좋은 점을 찾은 좋은 교사를 만난 덕분에 1960년대에는 뉴햄프셔주 린지에 있는 기숙학교 햄프셔 컨트리 스쿨에 들어가서 공부했다. 1970년에 프랭클린 피어스 컬리지에서 심리학 학사, 1975년에는 애리조나 주립대학교에서 동물학 석사, 1989년에 일리노이 대학교에서 동물학 박사 학위를 취득했다.

## 장애와의 연관성
템플 그랜딘은 세계를 언어보다 영상에 의해 인지하는 비언어적 지능이 뛰어난 자폐성장애 당사자이다. 그녀는 언어에 의하지 않고, 세계를 인지하기 때문에 동물의 세계관이나 감정을 잘 이해할 수 있다고 한다.

## 명성
그랜딘은 1995년에 출판된 올리버 색스의 저서에서 언급된 것을 계기로 일반에 알려지게 되었다. 그 저서의 제목인 《화성의 인류학자》는 그랜딘이 "정상"인 사람과의 문류에 대해서 이야기한 말에서 유래한다.
그 후 그랜딘은 ABC의 프라임타임 라이브, 투데이 쇼와 래리 킹 라이브와 같은 텔레비전 프로그램이나 타임지, 피플지, 폭스, 뉴욕 타임즈
에도 알려져 , 2006년 6월 8일에 BBC에서 최초로 방영된 호라이즌 다큐멘터리 "소처럼 생각하는 여자(The Woman Who Thinks Like A Cow)"  의 소재가 되기도 했다. 2010년 클레어 데인즈를 주연으로 템플 그랜딘의 생애를 다룬 텔레비전 영화 『템플 그랜딘』이 HBO에서 제작/방영되었다.
그랜딘은 자폐성장애 계몽활동과 가축의 권리보호에 대해 세계적으로 영향력 있는 학자의 한 명으로, 미국과 캐나다의 소의 절반은 그랜딘이 설계한 시설에서 처리되고 있다.

## 저작
- 어느 자폐인 이야기 (박경희 옮김). 김영사.1997년 6월.
- 나는 그림으로 생각한다 ~자폐인의 내면 세계에 관한 모든 것~ (홍한별 옮김). 양철북. 2005년 9월.
- 동물과의 대화（권도승 옮김） 샘터. 2006년 5월.

## 같이 보기
- 동물복지
- 자폐 권리 운동

## 참고 문헌
1. ↑  『동물과의 대화』（템플 그랜딘, 권도승 옮김） 샘터. 2006년 5월 19일.